# عبد الله بن محمد بن ماضي
عبد الله بن محمد آل ماضي أمير من المزاريع من بني عمرو بن تميم، ولد سنة 1328 هـ ونشأ مع اخوانه وقرأ القرآن وتعلم الخط والحساب.غزا مع الملك عبد العزيز عدة غزوات، ثم سافر مع أخيه تركي بن محمد إلى جازان ومنها إلى صنعاء سنة 1351 وكان ملازماً لأخيه تركي حتى تعين تركي أميراً على غامد وزهران سنة 1353 عندها رجع عبد الله إلى الروضة.
وفي سنة 1375هـ قام بأعمال إمارة عسير بالوكالة عن أخيه تركي فنزل إلى تهامة للقضاء على ثورة قبائل الريث، ثم أصدر الملك سعود أمرًا بتعيينه وكيلاً لإمارة عسير، وبعد سفر الأمير تركي لبيروت للعلاج بتاريخ 1385 هـ قام بأعمال الإمارة حتى تم تعيين الأمير خالد الفيصل أميراً لمنطقة عسير في منتصف شهر شعبان 1390هـ.

## وفاته
توفي بتاريخ 8/5/1408هـ.